# 1608
Évszázadok: 16. század – 17. század – 18. század
Évtizedek: 1550-es évek – 1560-as évek – 1570-es évek – 1580-as évek – 1590-es évek – 1600-as évek – 1610-es évek – 1620-as évek – 1630-as évek – 1640-es évek – 1650-es évek
Évek: 1603 – 1604 – 1605 – 1606 –  1607 – 1608 – 1609 – 1610 – 1611 – 1612 – 1613

## Események

### Határozott dátumú események
- február 5. – Nagy András hajdú főkapitány a megkötött debreceni egyezményben szövetségre lép Báthory Gáborral, aki megerősíti a hajdúkat a Bocskai István által adományozott kiváltságokban.[1]
- március 5. – Rákóczi Zsigmond lemond Erdély trónjáról Báthory Gábor javára.[2]
- június 25. – Mátyás főherceg sereggel kényszeríti bátyját, Rudolfot, hogy mondjon le javára Magyarország, Horvátország és az osztrák örökös tartományok uralmáról.[3]
- augusztus 15. – A Porta jóváhagyja Báthory Gábor fejedelemmé választását.[3]
- november 19. – A Szent Koronával magyar királlyá koronázzák II. Mátyást, a koronázási szertartáskor a drapérián először szerepelnek a piros-fehér-zöld színek.
- december 1. – Homonnai Drugeth Bálintot választják országbíróvá.[4]
- december 6. – II. Mátyás szentesíti a koronázás utáni törvényeket. (Az I. tc. /k. u./ értelmében az országgyűlés két (alsó és felső) táblára válik.[5] A XIII. tc. a vármegyékhez utalja a jobbágyköltözés ügyét. Rendelkezik a nádori méltóságról (III. tc.), a magyar királyi tanácsról (X. tc.), a végvárak ellátásáról (XXI. tc.). A XI. tc-el a végvári tisztekre magyarokat nevez ki.)[3]

### Határozatlan dátumú események
- december – II. Mátyás királyi pecsétjén először jelenik meg az országcímeren a Szent Korona.[3]
- az év folyamán –
  - Megalakul a protestáns német rendek uniója a protestantizmus védelmére.
  - Québec francia gyarmat megalakulása Észak-Amerikában.
  - Illésházy Istvánt választják nádorrá.[3]

## Születések
- május 1. – Pieter Post holland építész, festő és nyomdász († 1669)
- július 13. – III. Ferdinánd német-római császár, cseh és magyar király († 1657)
- augusztus 16. – Jean-Louis Raduit de Souches francia nemzetiségű, osztrák szolgálatban álló tábornok († 1682)
- október 15. – Evangelista Torricelli olasz fizikus és matematikus († 1647)
- december 9. – John Milton angol költő († 1674)

## Halálozások
- december 8. – Rákóczi Zsigmond erdélyi fejedelem (* 1544 – 1554 között)

## Európai időjárás
Katalóniától a Kelet-Baltikumig befagytak a tavak és folyók. A Boden-tó és a Zürichi-tó is befagyott.